# Jorge Amado
Jorge Amado (1912 - 2001) là nhà văn nổi tiếng người Brasil thế kỷ 20.

## Cuộc đời
Ông sinh ngày 10 tháng 8 năm 1912 tại Bahia, một thành phố nhỏ nằm ở phía Đông Bắc Brasil. Tốt nghiệp trung học, ông đi làm tại một cửa hàng in để kiếm sống. Sau đó, ông vào học tại trường Đại học tổng hợp Rio De Janero nhưng một thời gian sau thì bỏ học vì không có đủ tiền đóng học phí.
Ông bắt đầu theo nghiệp viết văn và đến năm 1931, ông đã cho ra đời cuốn tiểu thuyết đầu tay của mình. Ông được xem là người có đóng góp lớn cho nền văn học hiện đại Brasil và cũng là người tích cực trong hoạt động chính trị-xã hội. Năm 1937, ông tham gia Mặt trận giải phóng dân tộc Brasil và đã bị chính quyền bắt cầm tù (1937-1938). Đến cuối năm 1938, ông phải sống lưu vong ở nước ngoài trong vòng 7 năm. Mãi đến khi Chiến tranh thế giới thứ hai kết thúc, ông mới trở về nước. Ông từng giữ chức vụ ở trong Viện Hàn lâm Brasil, Quốc hội, Hội đồng Hòa bình thế giới.
Năm 1951, ông được trao Giải thưởng Hòa bình Quốc tế Lenin, được gọi là Giải Nobel Hòa bình của Liên Xô (cũ).

## Sự nghiệp
Năm 1931, ông cho ra đời cuốn tiểu thuyết đầu tay có tên là Đất nước của những ngày hội hóa trang. Hai năm sau, ông tiếp tục cho ra mắt cuốn tiểu thuyết hiện thực có tên Ca cao, miêu tả số phận của những người nông dân ở Baya. Lần lượt các năm tiếp theo, ông tiếp tục cho ra mắt độc giả các cuốn tiểu thuyết Mồ hôi, Gubiaba, Hảo hán nơi trảng cát, Biển Chết phản ánh mâu thuẫn giai cấp xã hội gay gắt và lên án Chế độ phân biệt chủng tộc ở Brasil.
Sau khi tham gia Mặt trận giải phóng dân tộc Brasil, ông đã có những tác phẩm viết theo thể loại hiện thực xã hội chủ nghĩa như Luis Carlos Prester (1942), Kị sĩ của những niềm hy vọng (1942), Đất dữ (1943), Tấc đất tấc vàng (1944)... lên án giới chủ đồn điền, tư bản nước ngoài và ca ngợi sự lãnh đạo của Đảng Cộng sản Brasil.
Năm 1946, ông cho ra đời cuốn tiểu thuyết nổi tiếng có tên là Những mầm đỏ (hay Những con đường đói khát), kể về cuộc đời li tán, phiêu bạt của gia đình một người nông dân sau khi bị đuổi khỏi đồn điền. Tác phẩm là bản án về chế độ đồn điền, phân biệt chủng tộc, một cuộc sống ngột ngạt của xã hội Brasil dưới chế độ độc tài, qua đó, thể hiện niềm tin về tương lai đổi mới của đất nước.
Sau Những con đường đói khát, các tiểu thuyết Mục đồng trong đêm tối (1946), Tự do trong bí mật (1954), Gabriela - Nhành quế và hoa đinh hương (1958) và đặc biệt là Teresa (1972).
Các tác phẩm của Jorge Amado là sự phối hợp của lối kể chuyện truyền thống, kể truyện dân gian với văn học hiện đại, đem lại sự hấp dẫn và mới mẻ cho độc giả. Các tác phẩm của ông được nhân dân nhiều nước trên thế giới đón nhận.
Năm 2001, ông qua đời, hưởng thọ 89 tuổi.

## Tác phẩm
- O Pais do Carnaval (Đất nước của những ngày hội hóa trang, 1931)
- Cacau (Cacao, 1933)
- Suor (Mồ hôi, 1934)
- Jubiabá (1935)
- Mar Morto(Biển Chết, 1936)
- Capitães da Areia (Hảo hán nơi trảng cát, 1937)
- Vida de Luis Carlos Prestes (Cuộc đời của Luis Carlos Prestes, 1942) còn có tên là: "The Knight of Hope" (Kị sĩ của những niềm hy vọng)
- Terras do Sem Fim (Đất dữ, 1943)
- São Jorge dos Ilheus (Miền đất quả vàng, 1944)
- Seara Vermelha (Những con đường đói khát, 1946)
- Os Subterrâneos da Liberdade (Tự do bí mật, 1954)
- Gabriela, Cravo e Canela (Gabriela, 1958)
- A Morte ea Morte de Quincas Berro Dágua (Hai cái chết của Quincas Wateryell, 1959)
- Os Velhos Marinheiros ou o Capitão de Longo Curso (1961)
- Os Pastores da Noite (Mục đồng trong đêm tối, 1964)
- Dona Flor e SEUS Dois Maridos (Dona Flor và hai người chồng, 1966)
- Tenda dos Milagres (1969)
- Teresa Batista Cansada da Guerra (Teresa, 1972)
- Tieta do Agreste (1977)
- Farda Fardão Camisola de Dormir (1979)
- Tocaia Grande (Showdown, 1984)
- O Sumiço da Santa (Cuộc chiến của các vị Thánh, 1988)
- Navegação de Cabotagem (1992)
- A Descoberta da América pelos Turcos (Làm thế nào người Thổ Nhĩ Kỳ phát hiện ra Mỹ, 1994)
- O Compadre de Ogum (1995)